# Na plech
Na plech je česká drogová filmová komedie Martina Pohla z roku 2025.

## Příběh
Marek Severa (Jan Hofman) právě dokončil studia na vysoké škole ekonomického směru a chystá se do praxe. Na pohovoru u přední české obchodní firmy je vybrán, ale je poslán na plnění speciálního úkolu na severu Čech, někde ve Šluknovském výběžku. Místní ředitel (Tomáš Jeřábek) jej pověří úkolem prezentace a vylepšení výrobku Šlahoun a ubytuje Marka ve vyloučené lokalitě. Tady se Marek seznamuje s místní romskou komunitou, vařiči pervitinu a rozhodne se jim pomoci s jejich skomírajícím byznysem. Kolize s oficiální prací na sebe nenechá dlouho čekat. Do toho Marka osloví také šéf místní policie, který hodlá zjistit, jak a z čeho se místní perník vaří.

## Vznik
Po Párty Hárd a Párty Hárder se Martin Pohl (Řezník) rozhodl natočit další černou komedii se stejnými hrdiny.

## Obsazení
| Jan Hofman        | Marek Severa   |
| Julius Oračko     | Rado Grundza   |
| Tomáš Jeřábek     | šéf            |
| Robert Nebřenský  | detektiv Červa |
| Vladimír Škultéty | Ceplecha       |
| Marek Milko       | starý Grundza  |

V cameo rolích se objeví významné osobnosti, jako Milan Šteindler, Robert Nebřenský nebo Martin Kocián.

## Zajímavosti
- Film vzdává mimo jiné hold filmu Císařův pekař – Pekařův císař.[3]